# Missy Higgins
Melissa Morrison Higgins, detta Missy (Melbourne, 19 agosto 1983), è una cantautrice australiana.
Ha pubblicato quattro album, di cui tre, ossia The Sound of White (2004), On a Clear Night (2007) e The Ol' Razzle Dazzle (2012), sono giunti alla prima posizione in Australia e vari singoli di successo come Scar, The Special Two, Steer e Where I Stood.

## Carriera
Proveniente da una famiglia di musicisti di Melbourne, Missy Higgins ha iniziato a suonare il pianoforte all'età di sei anni ed a cantare all'età di dodici. Mentre frequentava la Geelong Grammar School, scrisse un brano musicale come compito scolastico che alla fine è stato iscritto ad una competizione radiofonica per artisti esordienti. La Higgins vinse il concorso ed ottenne un contratto con le etichette discografiche Eleven e Warner Bros. Dopo essersi trasferita in Europa la Higgins ha registrato il suo primo album The Sound of White, che è stato pubblicato nel 2004.
L'album, ed il primo singolo da esso estratto, Scar raggiungono entrambi la prima posizione nelle classifiche ARIA. Il suo secondo singolo, The Special Two, invece non sale oltre la seconda posizione. Missy Higgins viene nominata per cinque ARIA Music Awards nel 2004, vincendo quello per la migliore pubblicazione pop per Scar. L'anno successivo la cantante viene nominata per altri sette ARIA Music Award, e ne vince ben cinque. Nel 2007 vincerà il suo settimo ARIA Music Award.
Nel 2006, Missy Higgins scrive nuovi brani per il suo secondo album, e dopo un tour in giro per gli Stati Uniti, viene pubblicato l'album On a Clear Night, da cui viene estratto il singolo Steer, ennesimo numero uno in Australia.
Higgins ha condotto diversi tour australiani di successo e si è esibita ad eventi di beneficenza di alto profilo come WaveAid (2005) e Live Earth Sydney (2007). Ha girato il mondo con vari tour ed ha vissuto e lavorato negli Stati Uniti per dieci mesi nel 2008. Il suo brano Where I Stood è stato inserito nella colonna sonora delle serie televisive Grey's Anatomy, One Tree Hill, So You Think You Can Dance e The Client List - Clienti speciali.
Al di là della sua carriera musicale, la Higgins si è spesso schierata in cause a favore dei diritti degli animali e dell'ambiente, cercando di inquinare il meno possibile con i propri tour. Lei è anche portavoce di One in Five, un'organizzazione di beneficenza australiana.
Nel 2007, dopo anni di speculazioni da parte dei mass media relativamente al suo orientamento sessuale, Missy Higgins si è dichiarata bisessuale, sottolineando come preferirebbe che si parlasse però della sua musica. Nel 2010 ha debuttato come attrice nel film Bran Nue Dae, del quale ha composto anche la colonna sonora.
Nell'agosto 2010 ha pubblicato un EP dal titolo The EP Collectibles, contenente singoli registrati nel periodo 2003-2009.
Il 1º giugno 2012 ha pubblicato il suo terzo album in studio The Ol' Razzle Dazzle, anticipato dal singolo Unashamed Desire.
Nel settembre 2014 è stato diffuso il suo primo album di cover, intitolato Oz. Il disco è stato promosso dal singolo Shark Fin Blues, cover dei The Drones.
Nel febbraio 2018 pubblica il singolo Futon Couch, che anticipa il suo quinto album in studio Solastalgia, pubblicato nel mese di aprile.

## Discografia

### Album in studio
- 2004: The Sound of White
- 2007: On a Clear Night
- 2012: The Ol' Razzle Dazzle
- 2014: Oz
- 2018: Solastalgia
- 2024: The Second Act

### Raccolte
- 2018: The Special Ones

### EP
- 2003: The Missy Higgins EP
- 2005: All of Believing (solo negli USA)
- 2010: The EP Collectibles
- 2022: Total Control